# 유럽칼새

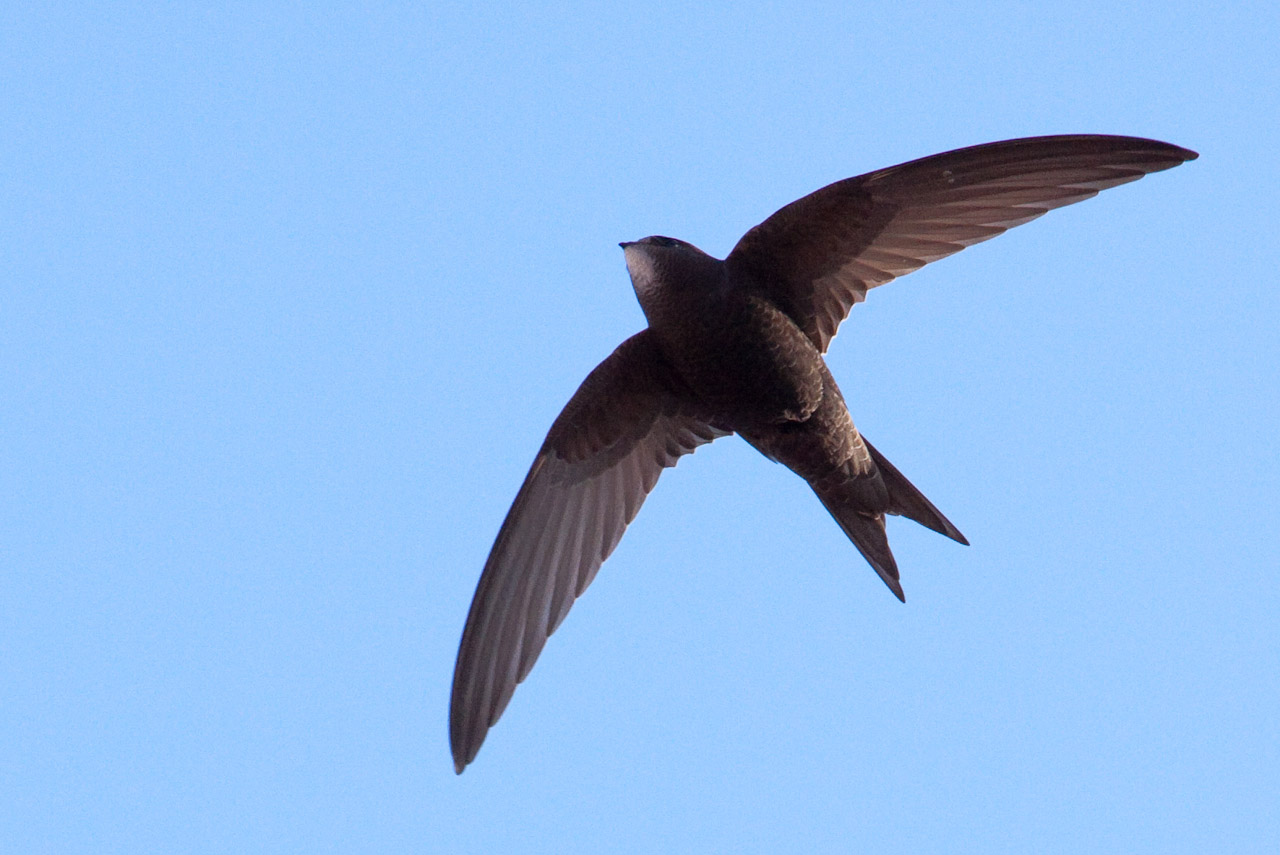
스페인 바르셀로나에서의 유럽칼새

유럽칼새(Apus apus, Common swift)는 중간 크기의 새로, 특히 제비나 흰털발제비속과는 비슷하지만 이들의 크기는 유럽칼새 보다 조금 더 크다. 유럽칼새는 칼새목이라는 별개의 목에 속해있기 때문에 참새목과는 전혀 관련이 없다. 이 그룹들이 서로 비슷한 양상을 보이는 까닭은 서로 비슷한 생활 양식에 따른 수렴 진화로 인한 것이다. 신세계 벌새와 동남아시아 뿔칼새류가 가장 가까운 친족으로 간주된다.

## 분류학
유럽칼새는 린네가 1758년 《자연의 체계》라는 책에 기술한 여러 종들 가운데 하나이다.

## 개요
유럽칼새의 총 길이는 16~17 센티미터에 날개 길이는 38~40 센티미터이다.